# ウェイン郡 (ミズーリ州)
ウェイン郡（英: Wayne County）は、アメリカ合衆国ミズーリ州の南東部、オザーク・フットヒルズ地域に位置する郡である。2010年国勢調査での人口は13,521人であり、2000年の13,259人から2.0％増加した。郡庁所在地はグリーンビル市（人口511人）であり、同郡で人口最大の都市はピードモント市（人口1,977人）である。ウェイン郡は1818年12月11日に組織化され、郡名はアメリカ独立戦争で活躍した"マッド"・アンソニー・ウェイン将軍に因んで名付けられた。

## 歴史
ウェイン郡は1818年にミズーリ準州最後の議会によってケープジラード郡とローレンス郡の一部を合わせて設立された。ミズーリが州に昇格する前のことだった。1819年3月、連邦議会はアーカンソー準州を設立し、ローレンス郡の大半がアーカンソー準州ローレンス郡となった。ミズーリ州内で行き先の無くなった「昔のローレンス郡」の小さな領域が、1820年のミズーリ州憲法によってウェイン郡に付加された。カンザス州州境にそったオーセージ・ストリップは1825年に付け加えられた。1825年から1831年、ウェイン郡はマサチューセッツ州、コネチカット州、ロードアイランド州、デラウェア州を合わせたよりも広い広大な郡だった。ミズーリ州の郡のうち32郡はその全体あるいは一部がウェイン郡の一部だったことがある。
ウェイン郡が形成されたとき、郡政府を任せる5人の委員が指名された。彼らはじもとでシーダーキャビンと呼ばれていたセントフランシス川沿いの地を郡庁所在地に選定し、グリーンビルと名付けた。1900年、グリーンビルの人口は約1,000人だった。1942年にはそれが572人まで減っていた。この町はワッパペロ湖の造成によって1941年に場所を移したので、1950年の人口は270人しかいなかった。今日500人強がグリーンビルを故郷としている。
ウェイン郡庁舎は1854年に焼失した。新しい郡の記録文書は1866年に盗まれ、1892年には郡庁舎が再度焼けた。1820年の国勢調査では、ウェイン郡の大きな領域に1,239人の白人と204人の奴隷がいるとされていた。

## 地理

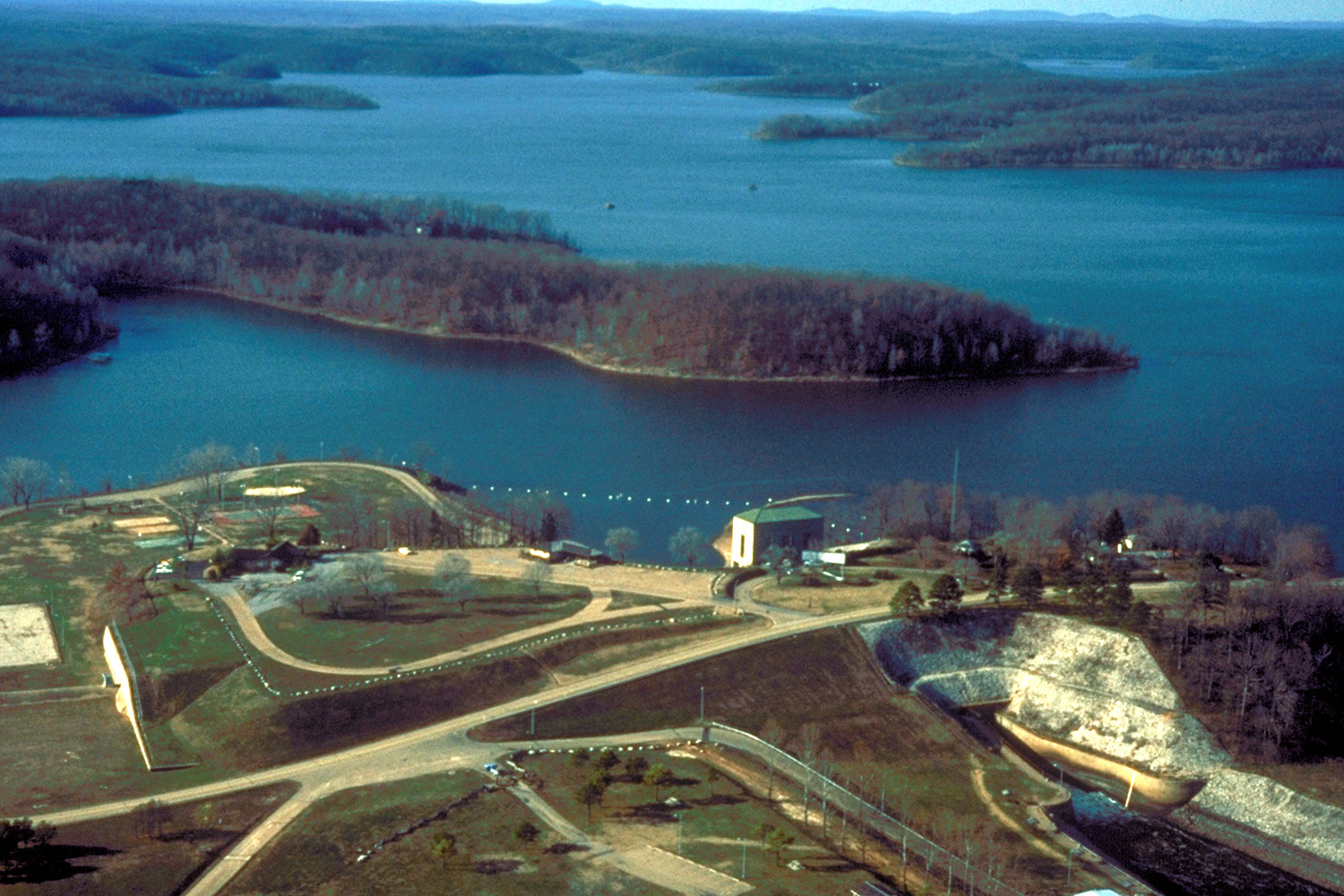
ワッパペロ湖

アメリカ合衆国国勢調査局に拠れば、郡域全面積は774.09平方マイル (2,004.9 km2)であり、このうち陸地761.03平方マイル (1,971.1 km2)、水域は13.05平方マイル (33.8 km2)で水域率は1.69％である。

### 主要高規格道路
- アメリカ国道67号線
- ミズーリ州道43号線
- ミズーリ州道49号線

### 隣接する郡
- マディソン郡 - 北
- ボリンガー郡 - 東
- ストッダード郡 - 南東
- バトラー郡 - 南
- カーター郡 - 南西
- レイノルズ郡 - 西
- アイアン郡 - 北西

### 国立保護地域
- マーク・トウェイン国立の森（部分）
- ミンゴ国立野生生物保護区（部分）

## 人口動態
以下は2000年の国勢調査による人口統計データである。
| 基礎データ - 人口: 13,259人 - 世帯数: 5,551 世帯 - 家族数: 3,841 家族 - 人口密度: 7人/km2（17人/mi2） - 住居数: 7,496軒 - 住居密度: 4軒/km2（10軒/mi2） 人種別人口構成 - 白人: 97.68% - アフリカン・アメリカン: 0.17% - ネイティブ・アメリカン: 0.58% - アジア人: 0.11% - 太平洋諸島系: 0.03% - その他の人種: 0.08% - 混血: 1.36% - ヒスパニック・ラテン系: 0.49% 先祖による構成 - アメリカ人：32.9％ - ドイツ系：15.0％ - イギリス系：11.9％ - アイルランド系：11.7％ - フランス系：3.0％（バスク人を除く） - オランダ系：2.0％ - イタリア系：2.0％ 年齢別人口構成 - 18歳未満: 23.2% - 18-24歳: 6.7% - 25-44歳: 23.5% - 45-64歳: 26.8% - 65歳以上: 19.8% - 年齢の中央値: 42歳 - 性比（女性100人あたり男性の人口） - 総人口: 98.3 - 18歳以上: 94.1 | 世帯と家族（対世帯数） - 18歳未満の子供がいる: 27.4% - 結婚・同居している夫婦: 56.2% - 未婚・離婚・死別女性が世帯主: 9.2% - 非家族世帯: 30.8% - 単身世帯: 27.2% - 65歳以上の老人1人暮らし: 14.4% - 平均構成人数 - 世帯: 2.36人 - 家族: 2.84人 収入と家計 - 収入の中央値 - 世帯: 29,166米ドル - 家族: 34,727米ドル - 性別 - 男性: 26,241米ドル - 女性: 17,232米ドル - 人口1人あたり収入: 16,852米ドル - 貧困線以下 - 対人口: 21.9% - 対家族数: 17.9% - 18歳未満: 30.7% - 65歳以上: 15.6% |

2008年時点の失業率は7.0％だった。

## 教育
ウェイン郡の25歳以上の住民のうち、59.7％は高校卒以上の学歴を持ち、6.8％は学士以上の学位を持っている。

## 宗教
2000年宗教データアーカイブ協会郡別信徒報告書に拠れば、ウェイン郡は福音主義プロテスタントが最多数を占めるバイブル・ベルトにある。最も多い会派は南部バプテスト連盟の62.76％、続いてメソジストの10.08％、カトリック教会の7.07％である。

## 都市と町
| - カスケード - クラブ - コールドウォーター - グリーンビル - 郡庁所在地 - ハイラム | - リーパー - ローダイ - ロウンズ - マギー | - ミルスプリングス - パターソン - ピードモント - シューク | - シルバ - ワッパペロ - ウィリアムズビル |

## 政治

### 地方
ウェイン郡の地方レベルでは民主党が大半の政治を支配しており、郡の選挙で選ばれる役職を5人以外は独占している。

#### 国政
大統領選挙のレベルではかなり独立色の強い郡である。共和党の強い地盤であるほかの田園部郡とは異なり、その時の時流に乗ることは滅多にない。2000年と2004年の大統領選挙では、ジョージ・W・ブッシュがウェイン郡を制したが、他の田園部郡に比べて僅差の戦いだった。1992年と1996年はビル・クリントンが制した。2008年の選挙では、州内の田園部にある郡と同様、バラク・オバマよりジョン・マケインを選んだ。
ウェイン郡は州内の田園部郡と同様、社会的にまた文化的に保守的であり、それが共和党支持の傾向に影響している。2004年の州民投票では、結婚を男と女の結合として定義する州憲法改正案をウェイン郡は87.75％という圧倒的多数で賛成した。州全体でも71％の賛成で可決し、ミズーリ州は同性結婚を禁止する最初の州になった。2006年の州民投票では、胚性幹細胞の研究を予算化し、合法化する憲法改正案が掛けられたが、ウェイン郡では55.15％が反対した。州全体では51%の賛成と辛うじて改正が成立し、胚性幹細胞の研究を最初に認めた州の1つになった。郡民は伝統的に社会問題に保守的であるが、最低賃金の増加のような人民主義的施策は支持する傾向にある。やはり2006年の州民投票で最低賃金を時間あたり6.50ドルに増やす命題については、ウェイン郡では77.36％が支持した。この命題は州内のどの郡でも支持され、75.94％が賛成した。

#### 2008年大統領予備選挙
2008年の大統領予備選挙で、ウェイン郡は二大政党の候補者をどちらも州全体と全国で二位に終わった者を選んだ。民主党の予備選挙ではヒラリー・クリントンが1位となり、その支持率は州内の郡で第2位だった。さらに共和党予備選挙で各候補者に投じられた票数よりも多かった。